# Zor
Zor es una marca de encendedores perteneciente a Grupo Fosforera, una empresa española. La empresa la adquirió el Grupo Fosforera a la compañía sueca Swedish Match en 1992.
La empresa cuenta con sociedades en varios países y se hizo popular con el patrocinio del equipo ciclista homónimo en los años 1970 y 1980.